# ディーゼルノック
ディーゼルノックとは、着火性の悪い燃料を使用した場合に生じるディーゼルエンジン特有の燃焼状態である。着火性の悪化に伴って着火遅れが大きくなるためエンジン内で燃料と空気の混合が正常に進まず、一部の燃料が爆発的に燃焼するためシリンダー内部の圧力が急上昇して異常な振動が発生する。ガソリンエンジンのノッキングは異常燃焼であるのに対して、ディーゼルノックはあくまで正常燃焼に伴って発生するものである点で大きく異なる。しかし、騒音や振動、排気ガス中の窒素酸化物（NOx）やすすの低減の為にはディーゼルノックの発生を抑えなければならない。
ディーゼル燃料の着火性はセタン価によって表される。セタン価が高いほど着火性に優れるため、ディーゼルノックが発生しにくくなる。ガソリンエンジン等でおこるスパークノックは着火しやすいことによって発生するのに対し、ディーゼルノックは着火しにくいことによって起きる。同様に、ガソリンのオクタン価と軽油等のセタン価には負の相関があり、セタン価60はオクタン価0に、セタン価0はオクタン価100に相当する。
ディーゼルエンジンは点火プラグを持たず、断熱圧縮による空気の温度上昇によって燃料を自然発火させるため、圧縮比（圧縮率）が大きいほど着火性が良くなる傾向にある。このため、過給器等の利用で圧縮率を高めると、ある程度ディーゼルノックの発生を予防できる。
また、この他のアプローチとして、初期噴射量を少なくするためのカムプロフィールや噴射ノズル開弁圧の多段化などの工夫、フミゲーション、M-燃焼などが挙げられる。
コモンレール式のディーゼルエンジンでは、応答速度に優れるソレノイド（電磁弁）またはピエゾアクチュエータを備えたインジェクターを用いることにより1行程で8回程度まで細分化して噴射することが可能となった。これにより、燃焼時の圧力と温度のピークを下げてNOxと騒音の発生を抑えつつ、燃焼時間を伸ばすことで、少ない燃料から十分なエネルギーを取り出している。